# Luwijawa
Luwijawa is een bestuurslaag in het regentschap Tegal van de provincie Midden-Java, Indonesië. Luwijawa telt 2612 inwoners (volkstelling 2010).